# Pagani (entreprise)
Pour les articles homonymes, voir Pagani (homonymie).
Pagani, de son nom officiel « Pagani Automobili S.p.A. », est un constructeur italien d'automobiles super-sportives. L'entreprise est fondée en 1992 par l’Argentin Horacio Pagani et est implantée à San Cesario sul Panaro près de Modène, en Italie. La marginalité de cette marque permet de garantir une qualité de fabrication de ses modèles exceptionnelle, ce qui a contribué à sa réputation.

## Historique

Ancien logo.

Horacio Pagani, un Argentin originaire de Casilda, a d'abord dirigé le département des composites de Lamborghini avant de fonder la société de recherche de composites Pagani en 1988. Cette nouvelle entreprise travaille alors pour plusieurs projets de Lamborghini, dont la réédition de la Countach pour son 25e anniversaire, le concept du design de la P140 et de la Diablo.
Vers la fin des années 1980, Pagani commence à dessiner sa propre voiture connue à l'époque sous le nom de C8 Project. Pagani avait comme projet de la renommer Fangio F1 à sa sortie, pour honorer le quintuple champion du monde de Formule 1 Juan Manuel Fangio. En 1991, Pagani crée la société Modena Design pour répondre à la demande croissante de la maison-mère pour ses designs, moteurs et prototypes. En 1992, il commence la construction du prototype Fangio F1 et en 1993, la voiture est testée à la soufflerie de Dallara avec des résultats convaincants. En 1994, Mercedes-Benz accepte de fournir à l'entreprise ses moteurs V12. Finalement, la voiture est appelée Zonda C12, le nom de Fangio F1 ayant été abandonné par respect pour le pilote, qui meurt en 1995. La voiture fut présentée pour la première fois au Salon de Genève en 1999.
En 2005, Pagani annonce qu'il prévoit de tripler sa production dans les trois prochaines années et d'infiltrer le marché américain vers 2007. Le 25 septembre 2007, Pagani bat un nouveau record de vitesse pour une voiture de série quand la Zonda F Clubsport fait le tour du Nürburgring en 7 minutes, 27 secondes et 82 centièmes.

## Relations avec le groupe Daimler
Pagani est une compagnie indépendante mais elle a de nombreuses relations professionnelles avec le groupe Daimler AG et surtout avec le préparateur officiel de Mercedes : AMG. Cela est en partie dû au fait que Fangio avait suggéré à Pagani de prendre contact avec Mercedes. La Zonda utilise une version modifiée et réalésée du V12 de la M120 issu de la Sonderklasse Type 140, qui passe de 6,0 L sur la M120 à 7,3 L sur les Pagani actuelles.

## Automobiles Pagani

### Pagani Zonda

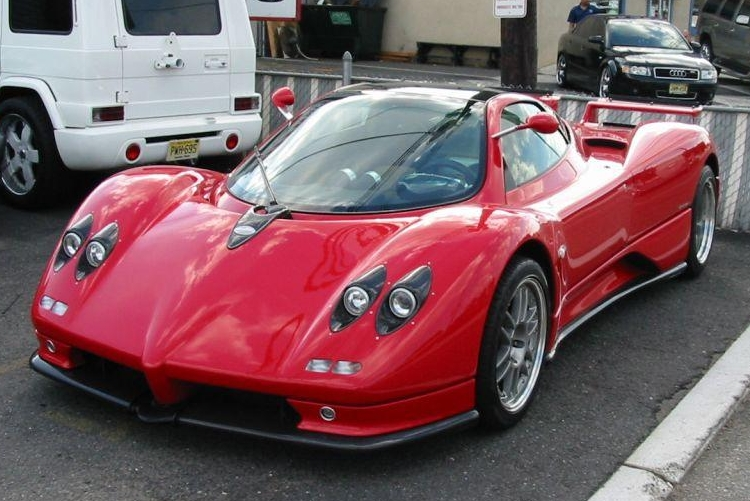
Pagani Zonda C12 S.

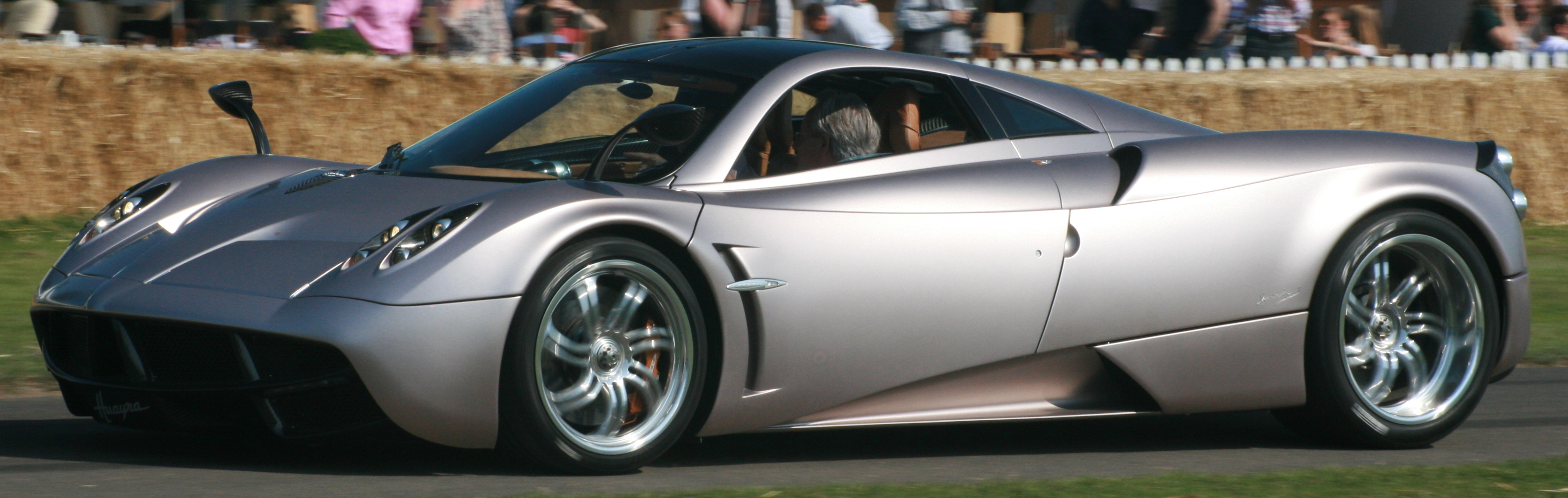
Pagani Huayra.

Premier modèle produit par Pagani, la Zonda est propulsée par un V12 DOHC en position centrale arrière fabriqué par la division AMG de Mercedes-Benz. Le design de la voiture est inspiré des avions de chasse et des célèbres Silver Arrows, voitures du groupe C, et dispose de plusieurs éléments de design uniques comme la quadruple sortie d'échappement centrale.
Voici les différents types de Zonda :
- Zonda
  - C12 6,0 L (5 987 cm3)
  - C12 S 7,0 L (7 010 cm3)
  - C12 S 7,3 L (7 291 cm3)
    - C12 S Roadster
    - C12 S Monza
- Zonda GR (voiture de course)
- Zonda F
  - Zonda Roadster F
- Zonda Cinque
  - Zonda Cinque Roadster
- Zonda Tricolore
- Zonda R
  - Zonda Revolucion
  - Zonda Revo Barchetta
- Zonda HP Barchetta
- Zonda LH 760

### Pagani Huayra
La nouvelle Pagani Huayra est présentée lors du Salon international de l'automobile de Genève 2011. Elle pèse 1350 kg et est motorisée par un V12 d'origine AMG doté de deux turbocompresseurs. Le moteur de 5 980 cm3 développe 730 chevaux et affiche 1 000 N m de couple.
D'autres versions de la Huayra ont été présentées :
- Huayra BC (2016)
  - 1 218 kg
  - 764 ch à 6 200 tr/min
  - 1 000 Nm à 4 000 tr/min
- Huayra Roadster (2017)
  - 1 280 kg
  - 764 ch à 5 500 tr/min
  - 1 000 Nm de 4 300 tr/min
- Huayra Roadster BC (2019)
  - 1 250 kg
  - 800 ch à 5 900 tr/min
  - 1 050 Nm à 5 600 tr/min
- Pagani Huayra#Huayra R (2021)Huayra R (2021)
  - 1 050 kg
  - 850 ch à 8 250 tr/min
  - 750 Nm à 8 300 tr/min

- Huayra Codalunga (2022)

### Pagani Imola
La Pagani Imola, dont le nom fait référence au circuit d'Imola, est une version extrême de la Pagani Huayra, dont l'aérodynamique est très travaillée, produite en cinq exemplaires.

### Pagani Utopia
L'Utopia est dévoilée à Milan en septembre 2022. Elle est équipée d'un V12 Mercedes-AMG de 864 ch et limitée à 99 exemplaires.

## Export
- 2017 : Arrivée officielle en Afrique-du-Sud via un concessionnaire multi-marques
- 2018 : Arrivée officielle en Australie via un concessionnaire multi-marques